# Нельсон, Хилари
Хилари Нельсон (англ. Hilaree Nelson; 13 декабря 1972 — 26 сентября 2022) — американская горнолыжница и альпинистка. Первая женщина, которая взошла на два восьмитысячника — Эверест и Лхоцзе — менее чем за 24 часа (25 мая 2012 года).
30 сентября 2018 года вместе с партнёром Джимом Моррисоном первой совершила лыжный спуск по кулуару Лхоцзе с самой вершины горы — маршрут получил название «Линия мечты» (Dream Line).
Лхоцзе — четвёртая по высоте гора мира, связанная с Эверестом седловиной.
Нельсон была включена в список «25 самых отважных женщин последних 25 лет» по версии журнала Men’s Journal, а также названа одной из «Искателей приключений года» 2018 по версии National Geographic.

## Биография
Хилари Нельсон родилась 13 декабря 1972 года в Сиэтле, штат Вашингтон. Кататься на лыжах начала в возрасте трёх лет на курорте Стивенс-Пасс.
Была матерью двоих детей, жила в Теллурайде, штат Колорадо.
Возглавляла международную спортивную команду The North Face и участвовала в образовательной экспедиции на Эверест Университета штата Монтана (2012 год).
Участвовала более чем в 40 экспедициях, совершила первые лыжные спуски в Аргентине, на Баффиновой Земле, Камчатке и в Титонах.
Её статьи публиковались в изданиях National Geographic Adventure, The Ski Journal и Outside Journal.

## Достижения
- Первый лыжный спуск с вершины Лхоцзе, Непал (2018)[2][3][4]
- Первый лыжный спуск с вершины Папсура, Индия (2017)[12]
- Первая женщина, спустившаяся по кулуару Макалу-Ла, Непал (2015)[2]
- Первый лыжный спуск со всех пяти «священных вершин» Монгольского Алтая[13][5]
- Первое женское восхождение на Эверест и Лхоцзе за 24 часа (2012)[1]
- Лыжный спуск с Чо-Ойю (2005)
- Лыжный спуск с Денали по кулуару Месснера (2011)[14]
- Первая женщина, спустившаяся по кулуару Bubble Fun (горы Титон)
- Чемпионка Европы по экстремальному лыжному спорту (1996)[5]

## Общественная деятельность
- Участвовала в кампании She Moves Mountains компании The North Face совместно с Girl Scouts of the USA[15].

## Гибель
26 сентября 2022 года во время спуска с Манаслу в Непале, Нельсон попала под небольшую лавину и сорвалась с высоты около 1800 метров (5900 футов). Её тело было обнаружено 28 сентября над ледником Тулаги на южной стороне Манаслу и доставлено в Катманду.
Церемония кремации состоялась 2 октября 2022 года в Катманду.

## Фильмография
- Lhotse (2019)[19]
- Down to Nothing[20]
- The Denali Experiment (2011, реж. Джимми Чин и Ренан Озтурк)[21]
- Fine Lines (2018)[22]
- K2: The Impossible Descent (2020)[23]